# Heliodoro Salgado
Heliodoro Salgado (Santiago de Bougado (Trofa), 8 de Julho de 1861 — Lisboa, 12 de Outubro de 1906) foi um intelectual, jornalista e publicista republicano e livre-pensador, que se notabilizou como militante anticlerical e propagandista dos ideais republicanos. Foi descrito como "protótipo do proletário intelectual" e considerado "um dos progenitores do anarquismo intervencionista". Foi iniciado na Maçonaria em 1890.

## Biografia
Nasceu em Santiago de Bougado, no lugar da Lagoa, no atual concelho da Trofa arredores da cidade do Porto, no seio de uma família culta e influente, filho de Eduardo Augusto Salgado, engenheiro, jornalista e tradutor das obras do filósofo positivista Ernest Renan. O falecimento precoce do pai levou a que, juntamente com o seu irmão, fosse educado no Colégio dos Órfãos do Porto.
Apesar de ter obtido habilitação para o magistério primário, cedo enveredou pelo jornalismo, trabalhando em O Operário, um periódico de tendências socialistas, ligado ao Partido dos Operários Socialistas, de que era militante. Foi-se progressivamente aproximando do campo republicano, ao qual aderiu publicamente na sequência do movimento de repúdio nacional desencadeado pelo ultimato britânico de 1890. Nas eleições gerais de 30 de Março de 1890, foi candidato a deputado integrado na lista republicana apresentada no círculo eleitoral do Porto, mas não foi eleito, obtendo uma votação decepcionante.
Nos seus escritos, dispersos por dezenas de periódicos, demonstrou grande sensibilidade para as questões sociais, defendendo a instrução popular e a melhoria das condições de vida das classes trabalhadoras. A sua escrita apresenta grande acutilância, razão pela qual a sua publicação foi por diversas vezes alvo da censura e levou a que fosse em diversas ocasiões preso, sendo que pela primeira vez em 15 de Agosto de 1891. Era também tido como um grande orador, com participação frequente nos comícios organizados pelos republicanos.
Considerado como o protótipo do proletário intelectual e um dos progenitores do anarquismo intervencionista, manteve-se afastado dos partidos políticos, que considerava improgressivos como congregações. O seu forte pendor anticlerical e anticatólico, bem patente nos seus escritos, fizeram dele uma personalidade controversa na sociedade portuguesa. Possuía profundos conhecimentos sobre temas religiosos e manteve contacto com diversas personalidade portuenses que pretendiam uma reforma da Igreja Católica Portuguesa, na linha da Reforma Protestante, tendo mesmo colaborado no periódico Reforma com v árias figuras republicanas do Porto, entre as quais Emídio de Oliveira e Latino Coelho.
Mudou-se em 1897 para Lisboa, complementando a actividade de jornalista com o ensino do Português, Francês, Literatura, História e Filosofia em regime livre. Logo em 1898 passou a integrar a Comissão Municipal Republicana de Lisboa, como suplente, sendo pouco depois eleito presidente do Centro Republicano Pátria e membro da assembleia-geral da Associação Propagadora do Registo Civil. Também foi dirigente do Vintém das Escolas e redigiu a respectiva publicação. Nos últimos anos da sua vida foi arquivista do Directório do Partido Republicano Português.
Foi redactor do jornal O Século, quando Magalhães Lima foi director daquele periódico, e colaborou de quase todos os jornais republicanos do seu tempo, tendo sido redactor de muitos e até fundador de alguns. No jornal O Mundo usou os pseudónimos de Ivanhoé e Ismael. Encontram-se textos da sua autoria, de pendor anárquico, publicados na revista  Luz e Vida (1905) e, a título póstumo, na revista Nova Silva (1907). Também se encontra a sua assinatura em conteudos da publicação Livre Exame (1885-1886).

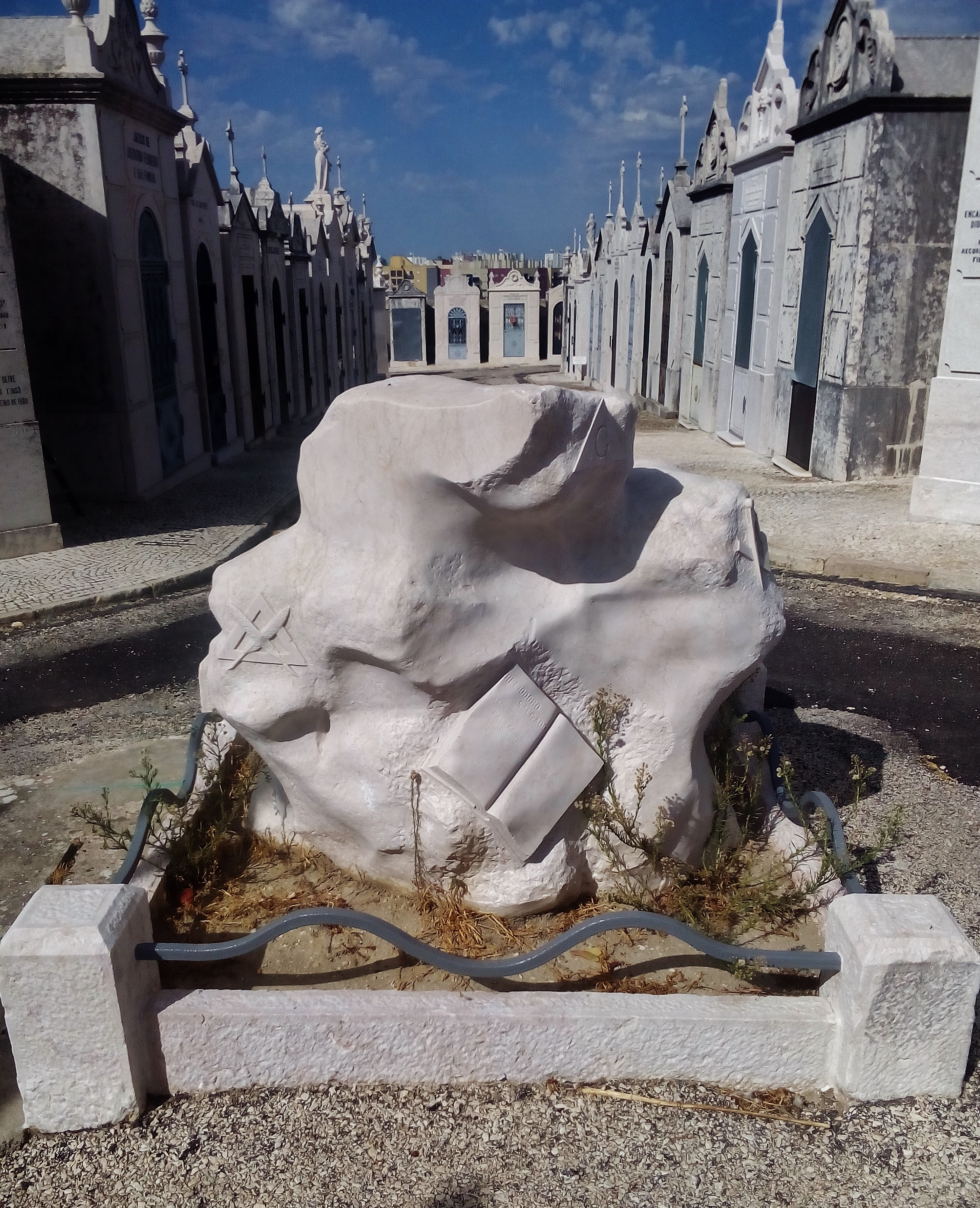
Jazigo de Heliodoro Salgado, Cemitério do Alto de São João, Lisboa

Republicano e livre-pensador, em 1890 foi iniciado na Maçonaria com o nome simbólico de Lutero, integrado na Loja Obreiros do Trabalho, de Lisboa. Pertenceu depois às lojas União Latina, do Porto (1893) e Elias Garcia, de Lisboa (1897). Participou na Conferência Nacional Maçónica, realizada na Figueira da Foz em Setembro de 1906.
Publicou um livro de versos, intitulado Através das Idades : Poemetos, a obra Catecismo Liberal e numerosos folhetos e brochuras de propaganda política republicana. Publicou uma tradução da obra O Socialismo Integral de Benoît Malon.
Faleceu em Lisboa a 12 de Outubro de 1906, com apenas 45 anos de idade. Tendo-se espalhado o boato de que teria sido assassinado em resultado do seu anticlericalismo, o seu enterro, realizado a 14 de Outubro, o domingo seguinte ao dia da sua morte, foi acompanhado por mais de 50 000 pessoas de todas as classes sociais, numa afirmação do valor e apreço em que era tido.
O seu nome é lembrado na toponímia de múltiplas cidades e vilas.